# Meriania brevipedunculata
Meriania brevipedunculata är en tvåhjärtbladig växtart som beskrevs av Walter Stephen Judd och James Dan Skean. Meriania brevipedunculata ingår i släktet Meriania och familjen Melastomataceae. Inga underarter finns listade i Catalogue of Life.